# Détain-et-Bruant
Détain-et-Bruant település Franciaországban, Côte-d’Or megyében. Lakosainak száma 142 fő (2022. január 1.). Détain-et-Bruant Ternant, Bouilland, Fussey, Saint-Jean-de-Bœuf, Antheuil, Arcenant, Bévy, Chevannes és Collonges-lès-Bévy községekkel határos.

## Népesség
A település népességének változása:
| Lakosok száma | 74   | 72   | 91   | 102  | 147  | 140  | 141  | 143  | 142  | 142  |
|               | 1968 | 1982 | 1990 | 2006 | 2013 | 2015 | 2017 | 2019 | 2020 | 2022 |